# Birtrange
Birtrange (lb. Biertreng, niem. Birtringen) – wieś (Uertschaft) w środkowym Luksemburgu, w kantonie Diekirch, w gminie Schieren. Do 3 października 2015 miejscowość leżała w dystrykcie Diekirch. Wieś zamieszkują 4 osoby (1 stycznia 2023).